# ماکیا والفورتوره
ماکیا والفورتوره (به ایتالیایی: Macchia Valfortore) یک کومونه در ایتالیا است که در استان کامپوباسو واقع شده‌است.

## خصوصیات
ماکیا والفورتوره ۲۵ کیلومترمربع مساحت و ۷۵۷ نفر جمعیت دارد و ۴۷۷ متر بالاتر از سطح دریا واقع شده‌است.